# Killing Floor 2
Killing Floor 2 è un videogioco FPS survival horror co-op, sviluppato e pubblicato da Tripwire Interactive. Il gioco è il seguito di Killing Floor, ed è stato annunciato l'8 maggio 2014. Una versione del gioco, con accesso anticipato su Steam, è stata pubblicata nel 21 aprile 2015. Il gioco usa una versione modificata dell'Unreal Engine 3, diversamente dal suo precursore che usa l'Unreal Engine 2. La versione completa del gioco è programmata per il 2016, sulle piattaforme Microsoft Windows, Linux e PS4.

## Trama
Il gioco parte, un mese dopo le vicende avvenute nei laboratori della "Horzine Biotech" a Londra, nel precedente capitolo. Gli esemplari sono riusciti a diffondersi in tutto il resto dell'Europa, le comunicazione fra paesi sono fallite, gli eserciti non sono riusciti a mobilitarsi in fretta e la popolazione è entrata nel panico. Ciò ha causato il collasso di molti governi, oltre che la fine della civilizzazione. Adesso, i giocatori si ritrovano nei panni di un gruppo di civili e mercenari legati assieme da un'alleanza, finanziata dalla Horzine, per combattere gli esemplari e stabilire basi operative in tutta Europa.

## Modalità di gioco
Come il suo predecessore, Killing Floor 2 è uno sparatutto in prima persona, che può essere giocato fino a 6 giocatori. L'attuale versione del gioco offre una nuova modalità, chiamata "PvP Versus Survival" dove due team si scontrano cercando di eliminarsi a vicenda ma uno dei quali, assume il controllo degli esemplari nemici. 
Inizialmente erano a disposizione solo 4 classi basilari: Berserker, Medico, Support e Commando, ma poi sono state aggiunge altre 5 classi per un totale di 9 (Survivalista, Swat , Piromane, Cecchino e Demolitore).I nemici hanno avuto una rivisitazione per quanto riguarda l'aspetto grafico e qualche piccolo cambiamento alle abilità. Sono stati anche introdotti nuovi esemplari, come: il Cyst, lo Slasher e il boss Hans Volter e altri vengono aggiunti  in diversi update. Le mappe giocabili attualmente sono 17.
Il gioco nella sua versione per PC ha una vasta disponibilità di mappe aggiuntive create dai giocatori stessi. Inoltre sono spesso presenti eventi speciali che aumentano le possibilità e modalità di gioco.

### Nemici
Gli Esemplari già presenti nel primo gioco hanno avuto diversi re-design, e diversi nuovi sono stati aggiunti; sempre con le loro debolezze e resistenze riguardo alle armi.
- Cyst: esemplare simile al clot, ma con pelle più scura, privo di occhi e molto più magro. Facilmente considerabile lo zed più debole, essendo anche il più lento, ma non da sottovalutare in quanto è sempre in gruppo con i suoi simili, essendo l'esemplare più comune oltre ad poter afferrare il giocatore.
- Alpha Clot: il Clot del primo gioco, ed è il più resistente degli esemplari Clod-type. Rispetto alla precedente versione, dove era piuttosto magro, ora è molto più muscoloso e agile e mantiene l'abilità di poter afferrare il giocatore. Spesso accompagna i Cyst.
- Slasher: simile al Clot, ma con un aspetto molto più intimidatorio e aggressivo. Si muovono rapidamente e in modo imprevedibile, diventando difficili da colpire essendo anche più agili di un Clot. Oltre a fare più danni ai giocatori grazie ai suoi artigli, sono come essi capaci di afferrare il giocatore.
- Rioter: questi esemplari sono gli unici ad essere dotati di una e vera propria armatura, rendendoli più difficili da uccidere. Si possono riconoscere anche per la loro pelle più bluastra dei normali clot. La loro abilità è quella di poter potenziare sé stesso e gli altri esemplari con un urlo, aumentando la loro velocità. Hanno gli occhi di colore rosso. Tuttavia le loro armature si possono rompere facilmente con armi potenti e può essere ignorata da armi come il lanciafiamme
- Gorefast: questo esemplare è rimasto praticamente invariato della precedente versione, a parte l'essere più grosso. Può usare la sua lama anche per proteggere la propria testa.
- Gorefiend: la versione migliorata del Gorefast, sono più veloci è forti di essi, hanno una carnagione più tendere al marrone scuro e hanno le lame su entrambe le braccia, senza tuttavia sostituire le mani, migliorando quindi la capacità di pararsi, rendendoli molto pericolosi.
- Bloat: più agile e veloce della precedente versione, è consigliabile ucciderlo dalla distanza per evitare di essere colpiti dal vomito.
- Stalker: molto più scura e agile rispetto al precedente gioco, questo zed ora può anche usare le gambe per attaccare, rendendola molto più evasiva, mantenendo l'abilità di rendersi invisibile.
- Crawler: di ritorno dal precedente gioco, questo esemplare è stato reso leggermente più evasivo, furtivo e veloce; spesso capita di trovarseli davanti senza accorgersene.
- Scrake: questo esemplare è molto più mutato rispetto alla precedente incarnazione, diventando molto più grosso, muscoloso e alto. Il suo arrivo è sempre preceduto da un urlo. Grazie alla sua motosega è l'esemplare che può causare più danni in poco tempo. Spesso attaccando muove sempre la sua motosega ai suoi lati, girandosi parzialmente per colpire quanti più avversari possibile, specie se infuriato. Resistente alle esplosioni, ma vulnerabile ai proiettili
- Husk: praticamente identico alla precedente versione. Con le differenze che può usare la sua arma come un lanciafiamme e se ha bassa vita, certe volte caricherà il giocatore per farsi esplodere, causando moltissimi danni.
- Siren: le sue capacità come il suo urlo sono rimaste invariate, ora tuttavia ha un aspetto quasi scheletrico e indossa un arnese metallico invece di bende, rendendola più resistente.
- E.D.A.R: Robot creati per combattere gli Zed, solo per poi invece assisterli. Sono capaci di vari attacchi a distanza e possono anche bloccare il giocatore senza avvicinarsi troppo. Rispetto agli esemplari, possono operare anche senza la testa.
- Quarter Pound: versione più piccola dei Fleshpound, sono molto più deboli, ma corrono anche se non infuriati e spesso attaccano con i loro simili.
- Fleshpound: rimasto l'esemplare più forte e resistente che si possa trovare, a parte il boss. Ora è anche molto più alto e grosso, e nonostante non sia capace di danneggiare quanto uno Scrake, ciò viene compensato dalla sua capacità di proteggersi, dalla resistenza e dall'agilità. Come gli Skrake, il suo arrivo viene preceduto da un ruggito.
- Patriarca: precedentemente l'unico boss dell'originale Killing Floor, ora uno dei vari boss presenti del secondo capitolo. Ora molto più mutato e dotato di un arsenale migliorato.
- Dr. Hans Volter: uno dei nuovi boss, dall'aspetto di un uomo vecchio con congegni biomeccanici, esso è armato di 2 fucili d'assalto StG-44, svariate granate e artigli che possono rubare la vita del giocatore per guarirsi.
- Re Fleshpound: nuovo boss. Una versione molto più grossa e resistente dei normali Fleshpound, si comporta come essi, ma in modo peggiore, causando anche più danni. Dal suo petto può anche usare un raggio laser per colpire a distanza i giocatori. Esso può attivare uno scudo e chiamare i Quarter Pound in suo aiuto.
- Abomination: nuovo boss. Variante molto più forte e grossa dei Bloat, indossando con sé anche un'armatura. Esso può infuriarsi e creare gli Spawn, piccole creature umanoidi verdi che esplodono se raggiungono il giocatore o se vengono uccisi.

## Media

### Live Action
Il 18 febbraio 2015, Tripwire ha pubblicato un live action intitolato "Killing Floor: Uncovered" in collaborazione con Type A/B, una società di produzione cinematografica. 
Il film spiega gli eventi del primo capitolo e i dettagli che hanno portato alla liberazione degli esemplari.